# Пјај (Белуно)
Пјај (итал. Piai) је насеље у Италији у округу Белуно, региону Венето.
Према процени из 2011. у насељу је живело 10 становника. Насеље се налази на надморској висини од 444 м.